# Robert Le Lorrain

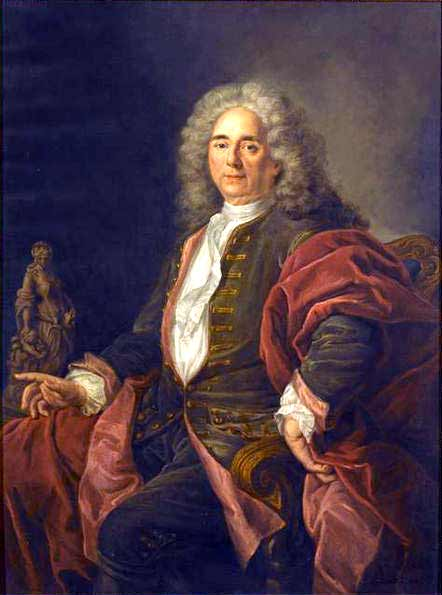
Ritratto di Robert Le Lorrain di Hubert Drouais

Robert Le Lorrain (Parigi, 15 novembre 1666 – Parigi, 1º giugno 1743) è stato uno scultore francese del barocco.

## Biografia

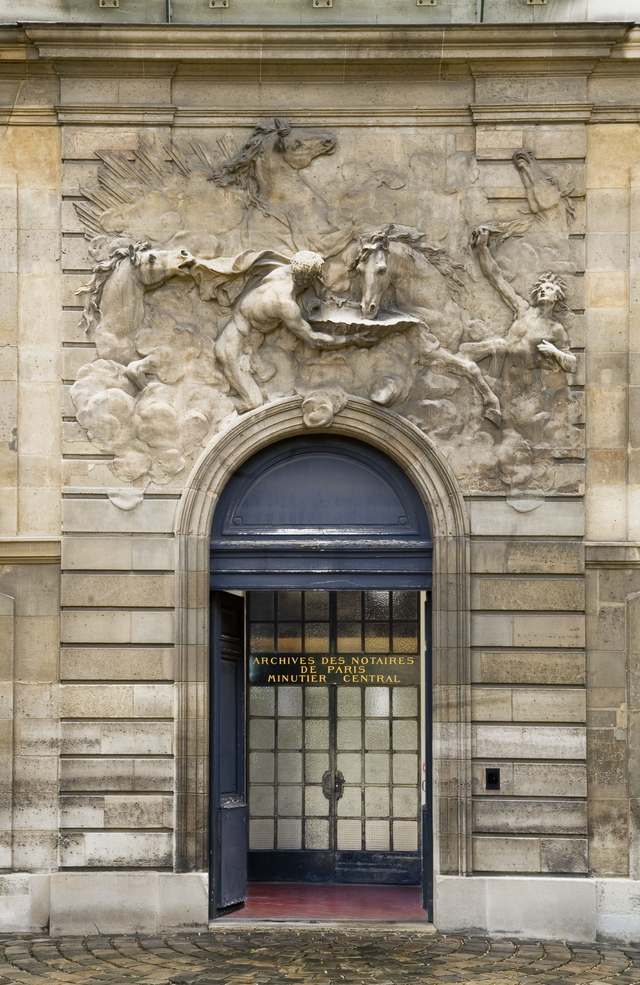
I cavalli del sole (1737), bassorilievo, Hôtel de Rohan, Parigi.

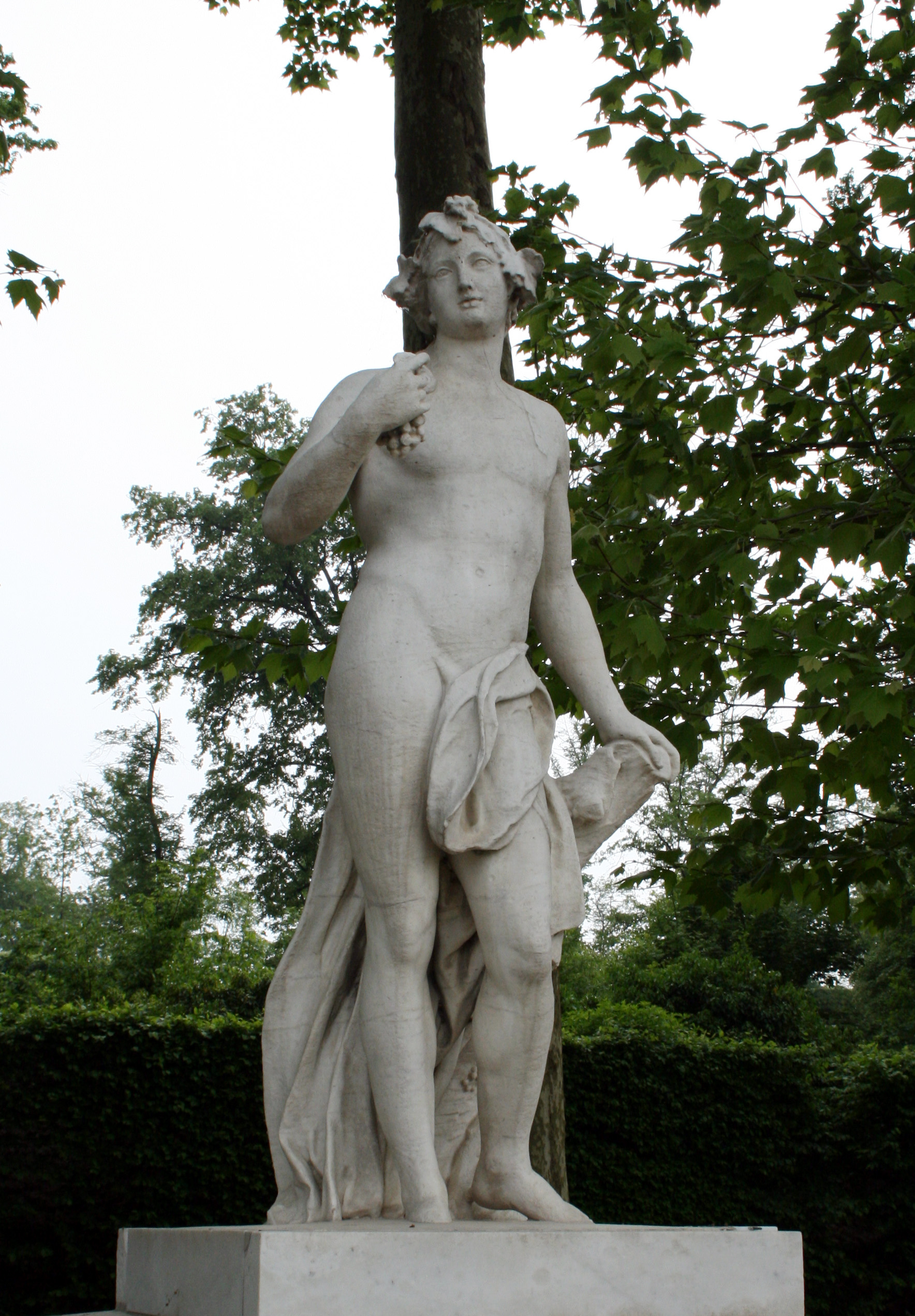
Bacco, bacino di Apollo, parco della Reggia di Versailles.

Robert Le Lorrain era nato in una famiglia legata a Nicolas Fouquet. Quando il protettore della famiglia cadde in disgrazia, entrò nella bottega di Pierre Mosnier, poi di François Girardon e fu incaricato di costruire parte del mausoleo del cardinale Richelieu nella Cappella della Sorbona a Parigi.
Nel 1689, dopo aver vinto il Prix de Rome (grand prix de scultura) con L'Imbarco di Noè, partì per Roma, dove studiò le opere del Bernini.
Tornato in Francia, terminò, a Marsiglia, le opere di Pierre Puget.
All'inizio del XVIII secolo si trasferì a Parigi, nel quartiere di Le Marais, lungo rue Meslay , dove impiantò la sua bottega, vicino a quella di Christophe-Gabriel Allegrain e del suo collaboratore Jean-Baptiste Pigalle.
Robert Le Lorrain entrò nell'Académie de Saint-Luc. Nel 1701 la realizzazione di una statua di Galatea gli permise di entrare a far parte dell'Académie royale de peinture et de sculpture. Successivamente venne nominato professore. Tra i suoi allievi ci furono Jean-Baptiste II Lemoyne e Jean-Baptiste Pigalle.
Tra il 1728 e il 1731 sviluppò opere d'arte per il castello di Saverne e tra il 1735 e il 1738 per il Palais des Rohan costruito per conto di Armand-Gaston-Maximilien de Rohan, nuovo principe-vescovo di Strasburgo.
Realizzò altre sculture per il castello di Marly e per la Reggia di Versailles.
Nel 1737 divenne rettore dell'Accademia. Durante quell'anno scolpì la sua opera più famosa: il bassorilievo I Servi di Apollo che danno da bere ai cavalli del carro solare, detti anche I Cavalli del Sole, per il timpano dell'ingresso alle scuderie dell'Hôtel de Rohan a Parigi .

## Collezioni pubbliche
- Museo del Louvre
- Courtauld Institute di Londra
- Washington National Gallery of Art: Galatea[4]
- Castello di Marly
- Reggia di Versailles
- Castello di Saverne
- Hotel de Rohan: I Servi di Apollo che danno da bere ai cavalli del carro solare, conosciuti come I Cavalli del Sole
- Cappella della Sorbona: mausoleo del cardinale Richelieu, in parte.
- Rapimento di Proserpina da parte di Plutone da François Girardon: collaborazione per la realizzazione del piedistallo

## Allievi
- Jean-Baptiste Lemoyne
- Jean-Baptiste Pigalle